# Charles S. Moffett
Charles Simonton Moffett Jr. (geboren 19. September 1945 in Washington, D.C.; gestorben 10. Dezember 2015 in Fishers Island (New York)) war ein amerikanischer Kunsthistoriker.

## Leben
Charles Simonton Moffett Jr. kam 1945 als Sohn von William A. Moffett, Jr. und seiner Frau Faith Locke Phelps in Washington D.C. zur Welt. Sein Vater war Admiral und sein Großvater, William A. Moffett, war Konteradmiral der United States Navy. Er besuchte zunächst die St. George’s School in Middletown (Rhode Island) und anschließend das Middlebury College im US-Bundesstaat Vermont, das er 1967 mit einem Bachelor in Anglistik abschloss. Danach studierte er am Institute of Fine Arts der New York University Kunstgeschichte und beendete 1971 sein Master-Studium.
Mit einem Stipendium der Ford Foundation folgte eine erste berufliche Tätigkeit am Nelson-Atkins Museum of Art in Kansas City (Missouri). Danach arbeitete er als Experte für Gemälde des 19. Jahrhunderts für das Auktionshaus Sotheby-Parke Bernet und für die private H. Shickman Gallery in New York City. Moffett wurde anschließend Assistent von John Walsh, dem Kurator für niederländische und flämische Malerei am Metropolitan Museum of Art. Seine erste Ausstellung, Van Gogh as Critic and Self-Critic, kuratierte er ebenfalls am Metropolitan Museum. Große Beachtung fand 1974 die Ausstellung Centenaire de l’Impressionnisme/Impressionism a centenary exhibition, die in Paris und New York anlässlich des hundertsten Jahrestages der ersten Ausstellung der Impressionisten zu sehen war und zu dessen Kuratorenteam Moffett gehörte. In den Folgejahren etablierte sich Moffet als Experte für die Malerei des Impressionismus. Er wirkte mit an der 1978 im Metropolitan Museum gezeigten Ausstellung Monet’s Years at Giverny: Beyond Impressionism und war maßgeblich beteiligt an der Manet-Retrospektive 1983 in Paris und New York. Im selben Jahr ging er als Kurator an die Fine Arts Museums of San Francisco, wo er 1986 die Ausstellung The New Painting: Impressionism 1874-1886 organisierte, die auch an der National Gallery of Art in Washington D.C. zu sehen war. 1987 wechselte er als Kurator an die National Gallery of Art und kuratierte dort in den Folgejahren Ausstellungen zu Paul Gauguin und Paul Cézanne. Von 1992 bis 1998 leitete er als Direktor die Phillips Collection in Washington D.C. und organisierte hier Ausstellungen zum Impressionismus wie The Impressionists in Winter: Effets de Neige und Impressionists on the Seine: A Celebration of Renoir’s Luncheon of the Boating Party. Ab 1998 arbeitete er für das Auktionshaus Sotheby’s als Stellvertretender Vorsitzender und war für impressionistische, moderne und zeitgenössische Kunst zuständig.
Charles Moffett starb 2015. Er war in dritter Ehe mit Lucinda Herrick verheiratet. Aus seiner zweiten Ehe stammen zwei Kinder.

## Werke (Auswahl)
- Van Gogh as critic and self-critic, Metropolitan Museum of Art, New York 1973
- Centenaire de l’Impressionnisme, Galeries Nationales d’Exposition du Grand Palais, Éd. des Musées Nationaux, Paris 1974 und Impressionism a centenary exhibition, Metropolitan Museum of Art, New York 1975, ISBN 0-87099-097-7. (Herausgeber zusammen mit Anne Dayez, Michel Hoog)
- Manet 1832 - 1883, Galeries nationales du Grand Palais, Paris und  Metropolitan Museum of Art, New York, Abrams 1983, ISBN 0-87099-359-3 (zusammen mit Françoise Cachin, Juliet Wilson Bareau)
- Impressionist and post-impressionist paintings in the Metropolitan Museum of Art, Abrams, New York 1985, ISBN 0-87099-317-8.
- The new painting, impressionism 1874 - 1886, National Gallery of Art, Washington und Fine Arts Museums of San Francisco, Phaidon, Oxford 1986, ISBN 0-7148-2430-5.
- Impressionists in winter, effets de neige, Phillips Collection, Washington, D.C., Wilson London 1998, ISBN 0-85667-495-8.